# Bắt nạt học đường

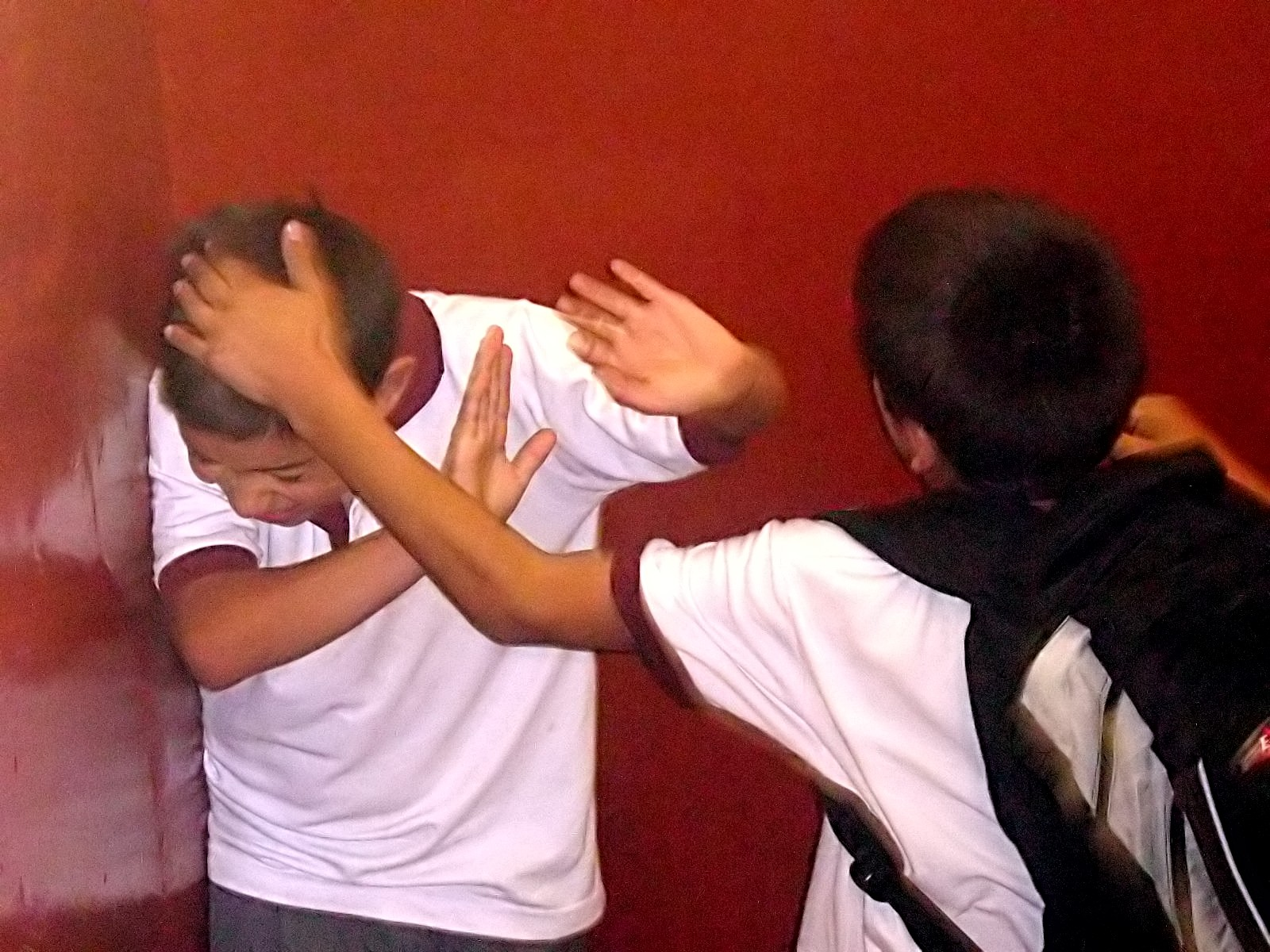
Bắt nạt, một hình thức được mô tả trong bức ảnh dàn dựng này, gây bất lợi cho sức khỏe và sự phát triển của học sinh.

Bắt nạt tại trường học / bắt nạt học đường, giống như bắt nạt bên ngoài bối cảnh trường học, đề cập đến một hoặc nhiều thủ phạm mà có quyền lực thể chất hoặc xã hội lớn hơn nạn nhân của họ và hành động hung hăng đối với nạn nhân của họ bằng lời nói hoặc phương tiện thể chất. Hành vi này không phải là một tập một lần; nó phải được lặp đi lặp lại và theo thói quen để được coi là bắt nạt. Những học sinh là người đồng tính, có cha mẹ có trình độ học vấn thấp hơn, bị cho là khiêu khích, bị cho là dễ bị tổn thương, không điển hình hoặc bị coi là người ngoài có nguy cơ trở thành nạn nhân của những kẻ bắt nạt cao hơn. Baron (1977) đã định nghĩa "hành vi hung hăng là hành vi hướng tới mục tiêu làm hại hoặc làm bị thương một sinh vật khác có động cơ để tránh bị đối xử như vậy".
Về mặt lịch sử, cuốn tiểu thuyết Tom Brown's School Days năm 1857 của Thomas Hughes đề cập đến nạn bắt nạt học đường nghiêm trọng, nhưng bài báo trên tạp chí học thuật lớn đầu tiên đề cập đến nạn bắt nạt học đường có lẽ đã được viết vào năm 1897  Nghiên cứu về bắt nạt học đường đã mở rộng đáng kể theo thời gian, tăng từ 62 trích dẫn trong 90 năm từ 1900 đến 1990, lên 562 trích dẫn trong 4 năm từ 2000 đến 2004.

## Tiêu chí
Bắt nạt là một danh mục phụ của hành vi hung hăng được đặc trưng bởi ý định thù địch (tác hại gây ra là cố ý), mất cân bằng quyền lực (bất bình đẳng quyền lực thực sự hoặc nhận thức giữa kẻ bắt nạt và nạn nhân) và lặp đi lặp lại trong một khoảng thời gian (tức là nó xảy ra hơn một lần, thường là nhiều lần). Cũng có ý kiến cho rằng nên thêm vào danh sách này tình trạng đau khổ của nạn nhân (từ nhẹ đến nghiêm trọng về tâm lý, thể chất hoặc xã hội) và động cơ của kẻ bắt nạt. Tuy nhiên, một số đặc điểm này còn đang gây tranh cãi: ví dụ, sự mất cân bằng quyền lực.